# ラウダ＝ケーニヒスホーフェン
ラウダ＝ケーニヒスホーフェン (ドイツ語: Lauda-Königshofen, ドイツ語発音: [ˈla‿uda køːnɪçsˈhoːfn̩] ( 音声ファイル)) はドイツ連邦共和国バーデン＝ヴュルテンベルク州マイン＝タウバー郡に属す市。郡庁所在地のタウバービショフスハイムと大規模郡都市のバート・メルゲントハイムの間に位置するワインの街で、タウバーフランケン地方に属す。

## 地理
ラウダ＝ケーニヒスホーフェンは、魅力的なタウバー川渓谷の中心部、ロマンティック街道沿いの海抜189mから320mに位置している。
ラウダ＝ケーニヒスホーフェンは、かつては独立した市町村であった以下の市区からなる。（ ）内は2001年現在の人口と面積 (km2) である。
- ベックシュタイン (372; 2.88)
- ドイバッハ (118; 6.22)
- ゲルラハスハイム (1,888; 8.75)
- ヘックフェルト (470; 14.68)
- ケーニヒスホーフェン (2,815; 13.81)
- ラウダ (5,745; 12.55)
- マールバッハ (262; 0.13)
- メッセルハウゼン (336; 8.16)
- オーバーバルバッハ (698; 7.99)
- オーバーラウダ (742; 6.96)
- ウンターバールバッハ (1,634; 5.18)

## 歴史
1150年の最初の記録によれば、ラウダはこの地に城を構えた地元貴族ルーデン家（ = ラウダ家）の所有であった。カール・シュレックは、この村の名前がケルト語 (Lutuhezi) に由来することから、相当に古い入植地であった可能性を示唆している。
1169年、ハインリヒ・フォン・ラウダは城沿いの自分の領地をヴュルツブルク司教に寄進した。これ以後、ラウダの領主は頻繁に交替した。初めはリーネック伯に、その後はヴェルトハイム伯、ハーナウ伯、ホーエンローエ家、プファルツ＝ヴィッテルスバッハ家といった具合である。ラウダはツェント（十分の一税の徴収区に基づく行政区画）の裁判所所在地であった。ワイン造りやバイエルン、ザクセン、シュヴァーベンへのワイン販売は13世紀までにこの村の主要産業になっていた。1312年からリーネック伯のアムト（地方行政官庁）所在地であったラウダは、1344年1月21日に皇帝ルートヴィヒ4世から都市権を授けられた。また、ケーニヒスホーフェンは、1492年に皇帝フリードリヒ3世によって市場開催権を与えられている。1506年にラウダは再びヴュルツブルク司教領となり、司教領のオーバーアムト都市（地方行政の中心都市）となった。1506年から世俗化が行われた1802年までの間、リーネック伯に質入れされた16世紀の短い一時期を除けば、ずっとラウダはヴュルツブルクのオーバーアムト都市であり続けた。
ドイツ農民戦争中の1525年6月2日に、ケーニヒスホーフェン近郊のトゥルムベルクでネッカー渓谷軍およびオーデンヴァルト軍の連合軍対ゲオルク・トゥルヒゼス・フォン・ヴァルトブルク＝ツァイル率いる騎士軍の戦闘が行われ、何千人もの農民が殺戮された。
16世紀に建立されたキリスト十字架像、1561年建造の市庁舎、16世紀に建設された何棟もの木組み建築など、文化財の豊かさは、この時期のラウダがかなり裕福であったことを示している。
帝国代表者会議主要決議に基づく世俗化により、ドイバッハ、オーバーバルバッハ、ウンターバルバッハはヴュルテンベルク領に、残りの現在の市域の多くはライニンゲン侯領となった。ゲルラハハウゼンとラウダはそれぞれライニンゲン侯領のアムト所在地となった。1806年にライン同盟成立によってライニンゲン侯領が撤廃されると、この領域はバーデン大公領に編入された。ここではゲルラハハウゼンとラウダに新しくベツィルクスアムト（地方行政官庁）が設けられたが、後者は1813年に廃止された。1810年の領土交換でオーバーバルバッハとウンターバルバッハがバーデン領となり、その結果ドイバッハがヴュルテンベルク領の飛び地として残された。バーデン領となることで、領邦の周縁部に位置することになったことが禍し、ワイン製造・販売はほとんど業務停止の状態に陥った。19世紀半ばになって3本の鉄道（ハイデルベルク - ヴュルツブルク線、メルゲントハイム - ヴェルトハイム線、ラウダ - ヘックフェルト線、後にヴュルツブルク - シュトゥットガルト線がこれに加わる）が交差することになり、ラウダは再び交通の要衝となった。アムト・ゲルラハスハイムは1864年にベツィルクスアムト・タウバービショフスハイムに併合され、これは1938年に同名の郡に再編された。
1944年にハイデルベルク大学の物理学研究所の一部（やがてフィリップ・レーナルト研究所と呼ばれるようになった）がメッセルハウゼンに移転してきた。1945年のイースターにアメリカ軍が侵攻してきたことでトゥルムベルクで激しい戦闘が行われた。これにより4月1日はケーニヒスホーフェンの3/4が破壊された。
1972年、ヴュルテンベルクのドイバッハがケーニヒスホーフェンに合併し、このためメルゲントハイム郡からタウバービショフスハイム郡に移された。しかしそのわずか1年後には郡域再編によりタウバービショフスハイム郡も解消された。こうして現在の市域全域はマイン＝タウバー郡に属すこととなった。ラウダ＝ケーニヒスホーフェン市は、バーデン＝ヴュルテンベルク州の市町村再編に伴い、ラウダ市とケーニヒスホーフェン市およびその周辺の小集落が合併して 1975年1月1日に成立した。

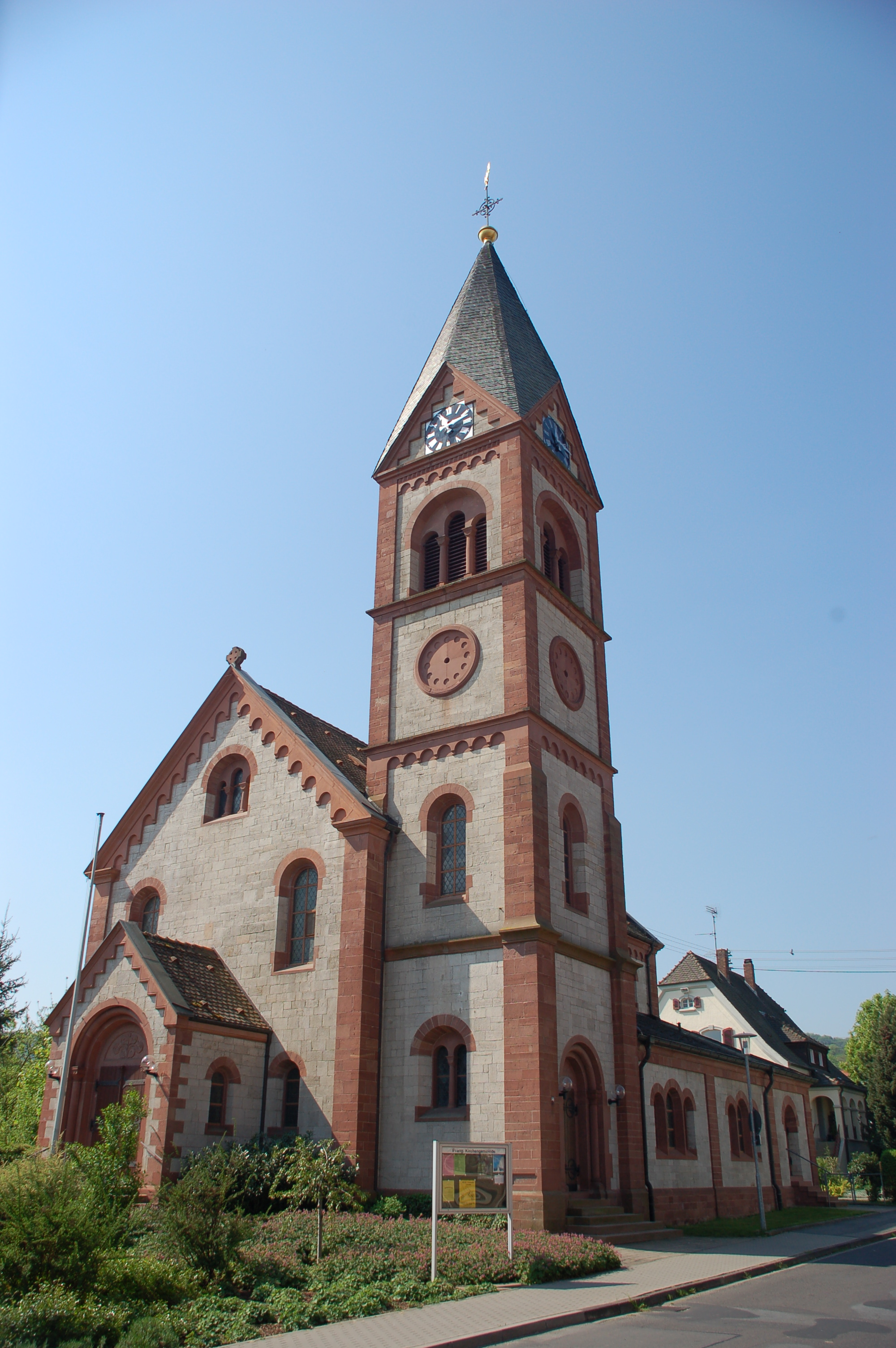
ラウダのプロテスタント教会

### 宗教
多くの住民がカトリック (69.9%) またはプロテスタント (17.9%) である。
19世紀後半の鉄道建設によりカトリック都市のこの街にプロテスタントの住民が増加した。1906年から1907年にラウダにプロテスタント教会が建設された。初めはタウバービショフスハイムの牧師がこの地区を担当したが、1930年に独立した教区が設けられた。1984年には教会組織が分割され、グリュンスフェルトハウゼンやその周辺の集落を含むケーニヒスホーフェン教区が成立した。ラウダ側の組織には現在ラウダ、ゲルラハスハイム、オーバーラウダ、ヘックフェルトが含まれ、その信者数は1,800人である。

## 行政

### 市議会
ラウダ＝ケーニヒスホーフェンの市議会は34議席からなる。

### 紋章
図柄: 青地。金の冠の下に斜めに配された金の旗竿。その左側（向かって右）に紅白四分割の旗（ヴュルツブルクの小旗）がはためいている。

### 姉妹都市
- ボワシー・サン・レジェール（フランス、ヴァル＝ド＝マルヌ県）
- パクシュ（ハンガリー、トルナ県）
- ラーツカ（ハンガリー、ボルショド・アバウーイ・ゼンプレーン県）

## 文化と見所

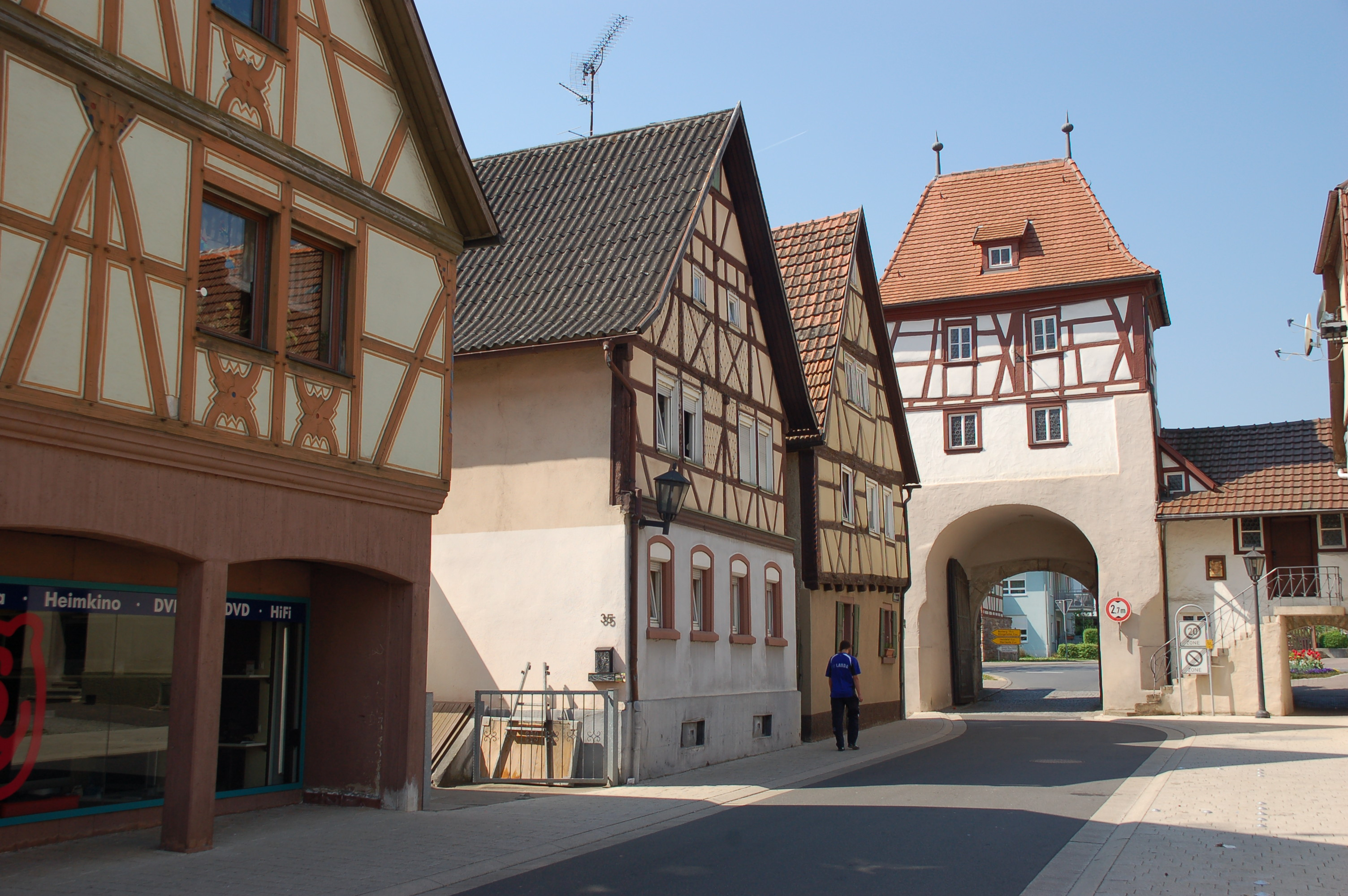
ラウダ旧市街

ケーニヒスホーフェンの旧校舎は Kulturschock e.V. Sinn und Zweck の催事場となっている。ここでは演芸、演劇、キャバレー、朗読あるいは地元の音楽グループや国際的なミュージシャンによる音楽会まで様々な催しが開催されている。この他に郡立メディアセンターと共催の映画祭や、2年に1度大規模な野外フェスが開催される。

### 博物館
ラウダ地区には郷土博物館がある。

### スポーツ
1913年に創設された FVラウダは、1997年から2006年までサッカーのバーデン＝ヴュルテンベルク・オーバーリーガでプレイした。2000年には最高位の準優勝を獲得した。
ETSVラウダには、ハンドボール、バレーボール、陸上競技、水泳、体操、卓球、空手といった種目のチームがある。ETSV ラウダで最大部門の卓球は1954年から現在まで様々なカテゴリで、この地域の最強チームの一つに挙げられている。最盛期は1970年代半ばから1980年代半ばまでで、男子1部チームは州リーグでプレイした。ジュニア部門でも成人部門でも男女の州チャンピオンを多く輩出している。
1991年にはアメリカン・フットボール・クラブのラウダ・ホーネッツが設立された。

### 年中行事
毎年9月の第3週末から10日間、タウバーフランケンハレ周辺でケーニヒホーファー・メッセが開催される。これはタウバーフランケン最大の祭で、パーティー広場や商業見本市の他に企業展示も行われる。この他、メッセに合わせてロードレース競技（ハーフマラソン、10km走、10.2km チーム走、5km ホビーラン、10km ウォーキング、2.5km 児童レース）が開催される。
ラウダ旧市街では、毎年ラウダのワイン祭が開催される。
タウバーフランケンハレでは、年に2回ヘヴィー・メタル・フェスティバル キープ・イッツ・トゥルーが開催される。

## 経済と社会資本

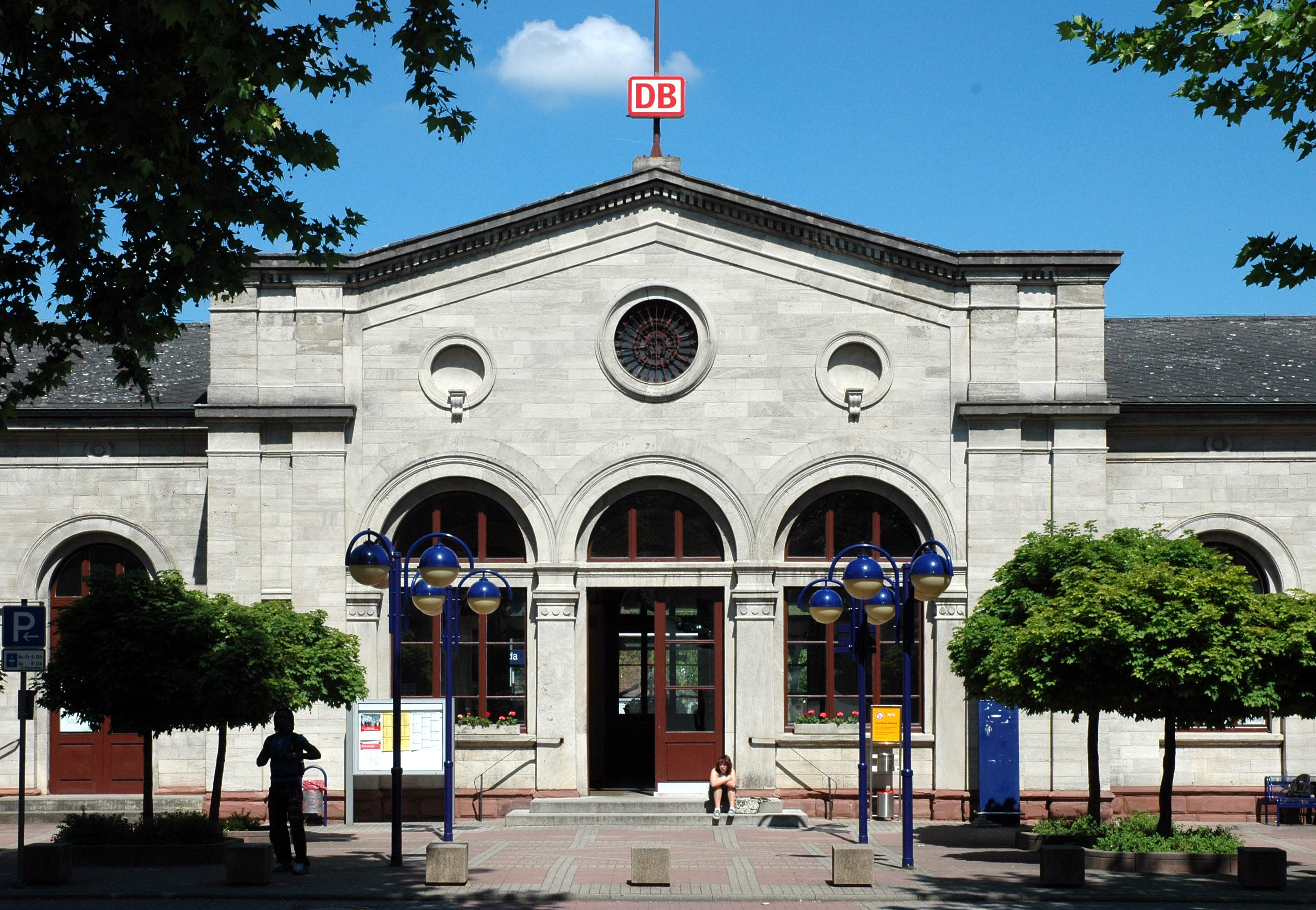
ラウダ駅

### 交通
フランケン鉄道シュトゥットガルト - ハイルブロン線とタウバー鉄道クライルスハイム - ヴェルトハイム線がラウダで交差する。ラウダの他には、ゲルラハスハイムとケーニヒスホーフェンにはフランケン鉄道の、ウンターバルバッハにはタウバータール鉄道の駅がある。フランケン鉄道のザクセンフルール駅は廃止された。これらの鉄道網はマイン＝タウバー交通共同体に属し、ÖPNVのサービスを受けている。
ラウダは、町の著しい発展に寄与した古い重要な車両基地を有していた。これを記念するものとして当時のバウライエ50型蒸気機関車が本課程学校の近くに展示されている。
ケーニヒスホーフェンで連邦道B290号線（タウバービショフスハイム - ヴェストハウゼン）とB292号線（ケーニヒスホーフェン - バート・シェーンブロン）が交差する。
ヴュルツブルクおよびハイルブロン方面へのアウトバーンA81号線のインターチェンジはラウダから連邦道B290号線経由で数分の位置にある。

### 地元企業
温度制御や計測技術のラウダGmbH & Co. はラウダ＝ケーニヒスホーフェンに本社を置いている。

### 教育
マルティン・シュライヤー・ギムナジウム、ラウダ＝ケーニヒスホーフェン実科学校、職業実科学校を併設したラウダ基礎課程・本課程学校、ケーニヒスホーフェンのトゥルムベルクシューレ、ゲルラスハイムおよびウンターバルバッハにそれぞれある基礎課程学校がラウダ＝ケーニヒスホーフェンの教育体制を形成している。さらにフローリアン・ゲイヤー養護学校、精神障害者のためのタウバータール学校、州立ラウダ市民大学、DGB（ドイツ労働組合連合）の職業教育施設、ミットレーレン・タウバータール音楽・舞踊学校もある。

## 人物
- ヨハン・ルドルフ・ツムシュテーク（1760年 - 1802年）作曲家
- ヨハン・マルティン・シュライヤー（1831年 - 1912年）人工言語ヴォラピュク語の開発者

## 引用
1. ↑  Statistisches Landesamt Baden-Württemberg – Bevölkerung nach Nationalität und Geschlecht am 31. Dezember 2023 (CSV-Datei)
2. ↑  Max Mangold, ed (2005). Duden, Aussprachewörterbuch (6 ed.). Dudenverl. p. 501, 476. ISBN 978-3-411-04066-7
3. ↑  Das Land Baden-Württemberg. Amtliche Beschreibung nach Kreisen und Gemeinden. Band IV: Regierungsbezirk Stuttgart, Regionalverbände Franken und Ostwürttemberg. Kohlhammer, Stuttgart 1980, ISBN 3-17-005708-1. S. 328–336
4. ↑  Handbuch der historischen Stätten Deutschlands, Band 6, Baden-Württemberg. Stuttgart: Alfred Kröner. 2. Auflage, 1980, ISBN 978-3-520-27602-5. S. 452–453
5. 1 2  Karl Schreck: Lauda. Schicksale einer ehemaligen fränkischen Oberamtsstadt. Stadt Lauda, Lauda 1973